# فرویدنبرگ (بایرن)
فرویدنبرگ (به آلمانی: Freudenberg) یک شهر در آلمان است که در امبرگ-سولزباخ واقع شده‌است.